# Eishockey-Weltmeisterschaft der U18-Frauen 2008
Die Eishockey-Weltmeisterschaften der U18-Frauen 2008 war die erste Austragung des von der Internationalen Eishockey-Föderation IIHF ausgetragenen Wettbewerbs in der Altersklasse der Unter-Achtzehnjährigen (U18) Frauen. Insgesamt nahmen zwischen dem 7. und 12. Januar 2008 acht Nationalmannschaften an der Weltmeisterschaft teil. Der Austragungsort war die kanadische Metropole Calgary in der Provinz Alberta. Die Spiele wurden in der Father David Bauer Olympic Arena (2.000 Plätze) und der benachbarten Norma Bush Arena ausgetragen.
Der Weltmeister wurde die Mannschaft der Vereinigten Staaten, die im Finale den Erzrivalen aus Kanada mit 5:2 bezwingen konnte. Die deutsche Mannschaft beendete das Turnier mit dem fünften Platz, die Schweiz wurde Siebter und damit Vorletzter.

## Teilnehmer
Folgende Teams hatten sich – neben den beiden gesetzten Mannschaften aus Nordamerika – bei Qualifikationsturnieren im Jahr 2007 qualifiziert und nahmen an der ersten Weltmeisterschaft teil:
| Gruppe A    | Gruppe B |
| ----------- | -------- |
| Kanada      | USA      |
| Finnland    | Schweden |
| Deutschland | Schweiz  |
| Tschechien  | Russland |

Kanada und die USA nahmen nicht an der Qualifikation teil, wurden aber mit Blick auf ihre dominierende Stellung im Frauen-Eishockey zur WM der U18-Frauen zugelassen. Weitere Teilnehmer der Qualifikationsturniere waren Japan, die Niederlande, Österreich, Kasachstan, die Slowakei und Frankreich.
Ursprünglich hatte sich auch Russland um die Ausrichtung des Turniers bemüht, zog seine Bewerbung jedoch im Hinblick auf die Tradition des Fraueneishockeys in Kanada wieder zurück.
Auf dem Halbjahres-Kongress der IIHF in Vancouver im September 2007 wurde bekanntgegeben, dass alle Teilnehmer des ersten Turniers automatisch auch an der zweiten U18-Frauen-Weltmeisterschaft im Jahr 2009 teilnehmen werden. Beginnend mit der WM 2009 wird ein Relegationssystem sowie eine Division I eingerichtet.

## Modus
Nach den Gruppenspielen der Vorrunde qualifizierten sich die beiden Gruppenersten und -zweiten direkt für das Halbfinale. Die Gruppendritten und -vierten spielten um den fünften Platz.

## Austragungsorte
| \| Calgary \|                        |
| Austragungsort der Weltmeisterschaft |
| Calgary                              |

| Calgary |

## Vorrunde

### Gruppe A
| 7. Januar 2008 19:30 Uhr (Ortszeit) | 8. Januar 2008 3:30 Uhr (MEZ) | Finnland | 2:4 (1:1, 1:2, 0:1) Spielbericht | Deutschland | Norma Bush Arena, Calgary Zuschauer: 102 |

| 7. Januar 2008 19:45 Uhr | 8. Januar 2008 3:45 Uhr | Kanada | 11:2 (4:0, 4:1, 3:1) Spielbericht | Tschechien | Father David Bauer Arena, Calgary Zuschauer: 976 |

| 8. Januar 2008 19:30 Uhr | 9. Januar 2008 3:30 Uhr | Finnland | 3:5 (2:2, 1:2, 0:1) Spielbericht | Tschechien | Norma Bush Arena, Calgary Zuschauer: 106 |

| 8. Januar 2008 19:45 Uhr | 9. Januar 2008 3:45 Uhr | Deutschland | 1:10 (0:2, 1:4, 0:4) Spielbericht | Kanada | Father David Bauer Arena, Calgary Zuschauer: 1.024 |

| 9. Januar 2008 19:30 Uhr | 10. Januar 2008 3:30 Uhr | Tschechien | 3:2 (0:0, 1:0, 2:2) Spielbericht | Deutschland | Norma Bush Arena, Calgary Zuschauer: 121 |

| 9. Januar 2008 19:45 Uhr | 10. Januar 2008 3:45 Uhr | Kanada | 17:0 (8:0, 8:0, 3:0) Spielbericht | Finnland | Father David Bauer Arena, Calgary Zuschauer: 1.052 |

| Pl. |             | Sp | S | OTS | OTN | N | Tore  | Punkte |
| 1.  | Kanada      | 3  | 3 | 0   | 0   | 0 | 38:03 | 9      |
| 2.  | Tschechien  | 3  | 2 | 0   | 0   | 1 | 10:16 | 6      |
| 3.  | Deutschland | 3  | 1 | 0   | 0   | 2 | 07:15 | 3      |
| 4.  | Finnland    | 3  | 0 | 0   | 0   | 3 | 05:26 | 0      |

Abkürzungen: Pl. = Platz, Sp = Spiele, S = Siege, OTS = Siege nach Verlängerung (Overtime) oder Penaltyschießen, OTN = Niederlagen nach Verlängerung oder Penaltyschießen, N = Niederlagen

Erläuterungen: Finalrundenqualifikant, Platzierungsrundenqualifikant

### Gruppe B
| 7. Januar 2008 16:00 Uhr | 8. Januar 2008 0:00 Uhr | Schweden | 4:1 (3:0, 1:0, 0:1) Spielbericht | Schweiz | Norma Bush Arena, Calgary Zuschauer: 98 |

| 7. Januar 2008 16:15 Uhr | 8. Januar 2008 0:15 Uhr | USA | 11:0 (3:0, 4:0, 4:0) Spielbericht | Russland | Father David Bauer Arena, Calgary Zuschauer: 452 |

| 8. Januar 2008 16:00 Uhr | 9. Januar 2008 0:00 Uhr | Schweden | 14:0 (4:0, 5:0, 5:0) Spielbericht | Russland | Norma Bush Arena, Calgary Zuschauer: 52 |

| 8. Januar 2008 16:15 Uhr | 9. Januar 2008 0:15 Uhr | Schweiz | 0:11 (0:5, 0:1, 0:5) Spielbericht | USA | Father David Bauer Arena, Calgary Zuschauer: 401 |

| 9. Januar 2008 16:00 Uhr | 10. Januar 2008 0:00 Uhr | Russland | 2:6 (0:1, 1:3, 1:2) Spielbericht | Schweiz | Norma Bush Arena, Calgary Zuschauer: 57 |

| 9. Januar 2008 16:15 Uhr | 10. Januar 2008 0:15 Uhr | USA | 6:2 (1:1, 2:1, 3:0) Spielbericht | Schweden | Father David Bauer Arena, Calgary Zuschauer: 397 |

| Pl. |          | Sp | S | OTS | OTN | N | Tore  | Punkte |
| 1.  | USA      | 3  | 3 | 0   | 0   | 0 | 28:02 | 9      |
| 2.  | Schweden | 3  | 2 | 0   | 0   | 1 | 20:07 | 6      |
| 3.  | Schweiz  | 3  | 1 | 0   | 0   | 2 | 07:17 | 3      |
| 4.  | Russland | 3  | 0 | 0   | 0   | 3 | 02:31 | 0      |

Abkürzungen: Pl. = Platz, Sp = Spiele, S = Siege, OTS = Siege nach Verlängerung (Overtime) oder Penaltyschießen, OTN = Niederlagen nach Verlängerung oder Penaltyschießen, N = Niederlagen

Erläuterungen: Finalrundenqualifikant, Platzierungsrundenqualifikant

## Platzierungsrunde
|  | Platzierungsrunde 5–8 | Platzierungsrunde 5–8 | Platzierungsrunde 5–8 |                  |  | Spiel um Platz 5 | Spiel um Platz 5 | Spiel um Platz 5 |
|  |                       |                       |                       |                  |  |                  |                  |                  |
|  |                       |                       |                       |                  |  |                  |                  |                  |
|  | A3                    | Deutschland           | 2                     |                  |  |                  |                  |                  |
|  | B4                    | Russland              | 1                     |                  |  | A3               | Deutschland      | 4                |
|  |                       |                       |                       |                  |  | A4               | Finnland         | 1                |
|  |                       |                       |                       |                  |  |                  |                  |                  |
|  |                       |                       |                       | Spiel um Platz 7 |  |                  |                  |                  |
|  | B3                    | Schweiz               | 2                     |                  |  |                  |                  |                  |
|  | A4                    | Finnland              | 7                     |                  |  | B3               | Schweiz          | 4                |
|  |                       |                       |                       |                  |  | B4               | Russland         | 1                |
|  |                       |                       |                       |                  |  |                  |                  |                  |

| 11. Januar 2008 16:00 Uhr (Ortszeit) | 12. Januar 2008 0:00 Uhr (MEZ) | Deutschland | 2:1 (0:1, 2:0, 0:0) Spielbericht | Russland | Norma Bush Arena, Calgary Zuschauer: 64 |

| 11. Januar 2008 19:30 Uhr | 12. Januar 2008 3:30 Uhr | Schweiz | 2:7 (1:2, 0:3, 1:2) Spielbericht | Finnland | Norma Bush Arena, Calgary Zuschauer: 61 |

Spiel um Platz 7
| 12. Januar 2008 9:30 Uhr | 12. Januar 2008 17:30 Uhr | Schweiz | 4:1 (1:1, 2:0, 1:0) Spielbericht | Russland | Norma Bush Arena, Calgary Zuschauer: 54 |

Spiel um Platz 5
| 12. Januar 2008 13:30 Uhr | 12. Januar 2008 21:30 Uhr | Deutschland | 4:1 (3:0, 0:1, 1:0) Spielbericht | Finnland | Norma Bush Arena, Calgary Zuschauer: 76 |

## Finalrunde
|  | Halbfinale | Halbfinale | Halbfinale |                  |  | Finale | Finale     | Finale |
|  |            |            |            |                  |  |        |            |        |
|  |            |            |            |                  |  |        |            |        |
|  | A1         | Kanada     | 7          |                  |  |        |            |        |
|  | B2         | Schweden   | 1          |                  |  | A1     | Kanada     | 2      |
|  |            |            |            |                  |  | B1     | USA        | 5      |
|  |            |            |            |                  |  |        |            |        |
|  |            |            |            | Spiel um Platz 3 |  |        |            |        |
|  | B1         | USA        | 8          |                  |  |        |            |        |
|  | A2         | Tschechien | 0          |                  |  | B2     | Schweden   | 2      |
|  |            |            |            |                  |  | A2     | Tschechien | 4      |
|  |            |            |            |                  |  |        |            |        |

Halbfinale
| 11. Januar 2008 16:15 Uhr (Ortszeit) | 12. Januar 2008 0:15 Uhr (MEZ) | USA | 8:0 (2:0, 4:0, 2:0) Spielbericht | Tschechien | Father David Bauer Arena, Calgary Zuschauer: 483 |

| 11. Januar 2008 19:45 Uhr | 12. Januar 2008 3:45 Uhr | Kanada | 7:1 (2:0, 4:0, 1:1) Spielbericht | Schweden | Father David Bauer Arena, Calgary Zuschauer: 1.628 |

Spiel um Platz 3
| 12. Januar 2008 16:00 Uhr | 13. Januar 2008 0:00 Uhr | Schweden | 2:4 (0:0, 0:1, 2:3) Spielbericht | Tschechien | Father David Bauer Arena, Calgary Zuschauer: 512 |

Finale
| 12. Januar 2008 19:30 Uhr | 13. Januar 2008 3:30 Uhr | Kanada | 2:5 (0:2, 1:2, 1:1) Spielbericht | USA | Father David Bauer Arena, Calgary Zuschauer: 2.156 |

## Statistik

### Beste Scorerinnen
Abkürzungen: Sp = Spiele, T = Tore, V = Assists, Pkt = Punkte, +/− = Plus/Minus, SM = Strafminuten; Fett: Turnierbestwert
| Spieler             | Team       | Sp | T | V | Pkt | +/− | SM |
| ------------------- | ---------- | -- | - | - | --- | --- | -- |
| Marie-Philip Poulin | Kanada     | 5  | 8 | 6 | 14  | +15 | 4  |
| Camille Dumais      | Kanada     | 5  | 5 | 9 | 14  | +8  | 0  |
| Amanda Kessel       | USA        | 5  | 4 | 7 | 11  | +10 | 2  |
| Natalie Spooner     | Kanada     | 5  | 3 | 8 | 11  | +8  | 0  |
| Brooke Ammerman     | USA        | 5  | 6 | 4 | 11  | +8  | 4  |
| Ashley Cottrell     | USA        | 5  | 5 | 5 | 10  | +10 | 0  |
| Tara Watchorn       | Kanada     | 5  | 4 | 6 | 10  | +9  | 0  |
| Brianne Jenner      | Kanada     | 5  | 6 | 3 | 9   | +7  | 2  |
| Alena Polenská      | Tschechien | 5  | 6 | 3 | 9   | −2  | 0  |
| Carolyne Prévost    | Kanada     | 5  | 6 | 3 | 9   | +8  | 0  |

### Beste Torhüterinnen
Abkürzungen: Sp = Spiele, Min = Eiszeit (in Minuten), GT = Gegentore, SO = Shutouts, Sv% = gehaltene Schüsse (in %), GTS = Gegentorschnitt; Fett: Turnierbestwert
| Spieler            | Team        | Sp | Min    | GT | SO | Sv%   | GTS  |
| ------------------ | ----------- | -- | ------ | -- | -- | ----- | ---- |
| Alyssa Grogan      | USA         | 5  | 240:17 | 4  | 1  | 92,98 | 1,00 |
| Sophie Anthamatten | Schweiz     | 5  | 299:30 | 24 | 0  | 90,08 | 4,81 |
| Valentina Lizana   | Schweden    | 4  | 180:15 | 8  | 1  | 90,00 | 2,66 |
| Julia Zorn         | Deutschland | 5  | 275:31 | 12 | 0  | 89,29 | 2,61 |
| Delayne Brian      | Kanada      | 5  | 210:05 | 8  | 0  | 86,89 | 2,28 |

## Abschlussplatzierungen
| Pl. | Team        |
| --- | ----------- |
| 1   | USA         |
| 2   | Kanada      |
| 3   | Tschechien  |
| 4   | Schweden    |
| 5   | Deutschland |
| 6   | Finnland    |
| 7   | Schweiz     |
| 8   | Russland    |

## Medaillengewinner
| Weltmeister USA | Brooke Ammerman, Kate Bacon, Blake Bolden, Kasey Boucher, Ashley Cottrell, Kendall Coyne, Brianna Decker, Sarah Erickson, Alyssa Grogan, Alev Kelter, Amanda Kessel, Meagan Mangene, Madison Packer, Becca Ruegsegger, Anne Schleper, Sasha Sherry, Kelley Steadman, Corey Stearns, Elizabeth Turgeon, Kelly Wild Trainerin: Katey Stone |

| Silber Kanada | Bailey Bram, Delayne Brian, Audrey Cournoyer, Camille Dumais, Laura Fortino, Brittany Haverstock, Rebecca Hewett, Brianne Jenner, Jess Jones, Chelsea Karpenko, Amanda Mazzotta, Laura McIntosh, Leslie Oles, Marie-Philip Poulin, Carolyne Prévost, Lauriane Rougeau, Natalie Spooner, Tara Watchorn, Samantha Watt, Catherine White Trainerin: Melody Davidson |

| Bronze Tschechien | Densa Ajchlerová, Kateřina Bečevová, Nikola Dvořáková, Sabina Hajdová, Nikola Horáková, Pavlína Horálková, Martina Krupková, Lucie Manhartová, Kateřina Mrázová, Dominika Navrátilová, Lucie Nováková, Barbora Pekárková, Monika Pěnčíková, Laura Pešková, Alena Polenská, Lucie Povová, Tereza Šťastná, Nikola Tomigová, Petra Vojtěchová, Andrea Vosyková Trainer: Tomáš Výtisk |

## Auszeichnungen
Spielertrophäen
| Auszeichnung        | Spielerin           | Team   |
| ------------------- | ------------------- | ------ |
| Beste Torhüterin    | Alyssa Grogan       | USA    |
| Beste Verteidigerin | Lauriane Rougeau    | Kanada |
| Beste Stürmerin     | Marie-Philip Poulin | Kanada |